# Rapoon
Rapoon, pseudonimo di Robin Storey (Cumbria, 1955), è un compositore e musicista inglese.

## Biografia
Dopo aver studiato arte durante gli anni settanta, ha co-fondato nel 1979 il gruppo industriale dei Zoviet France, includente l'artista d'avanguardia Mark Spybey. Successivamente, nel 1992, ha intrapreso una carriera solista nel segno di un ambient industriale che cita i raga indiani facendo un massiccio uso di campionamenti e suoni percussivi messi in loop. Il suo stile è stato definito più volte "isolazionista" ed etichettato "ethno ambient" e "tribal ambient". Nel 1997 si è laureato in belle arti all'Università di Sunderland e fondato, agli inizi del nuovo millennio, i Reformed Faction. Nel 2004 si è laureato alla Newcastle University. Parallelamente a quella di musicista, Storey è stato anche attivo nell'ambito della videoarte.

## Discografia parziale

### Album in studio
- 1992 – Dream Circle
- 1993 – Raising Earthly Spirits
- 1993 – Vernal Crossing
- 1994 – Fallen Gods
- 1995 – The Kirghiz Light
- 1996 – Recurring (Dream Circle)
- 1996 – Errant Angels
- 1996 – Darker by Light
- 1997 – Easterly 6 or 7
- 1997 – Messianic Ghosts
- 1998 – Tin of Drum
- 1998 – The Fires of the Borderlands
- 1998 – Just Say the Faith
- 1999 – Navigating by Colour
- 1999 – What Do You Suppose? (The Alien Question)
- 2001 – Cold War: Drum n Bass
- 2002 – Pell Mell
- 2002 – Rhiz
- 2003 – I Am a Foreigner
- 2004 – My Life as a Ghost
- 2006 – Church Road
- 2006 – From Shadows Sleep
- 2007 – Time Frost
- 2008 – Obscure Objects of Desire
- 2008 – The Library of the Dead
- 2009 – Dark Rivers
- 2009 – Melancholic Songs of the Desert
- 2009 – Wasteland Raga
- 2010 – The Bush Prophet
- 2011 – Media Studies
- 2012 – Disappeared Redux
- 2012 – Stray

### Videografia
- 2005 – Alien Glyph Morphology